# Tadeusz Krawiec
Tadeusz Krawiec (ur. 27 września 1974 w Zaklikowie) – polski piłkarz i trener piłkarski.

## Kariera piłkarska
Jest wychowankiem klubu Czarni Lipa. W rundzie jesiennej sezonu 1993/1994 był zawodnikiem pierwszoligowej Stali Stalowa Wola, lecz nie zadebiutował w najwyższej klasie rozgrywkowej. Następnie reprezentował barwy Wisły Sandomierz, Orląt Dęblin i ponownie Stali (tym razem w II lidze).
Latem 1997 roku Krawiec trafił do KSZO Ostrowiec Św. 9 sierpnia zadebiutował w I lidze grając w zremisowanym 0:0 spotkaniu z Lechem Poznań (w 70. minucie został zmieniony przez Tomasza Żelazowskiego). Pierwszego gola zdobył 31 sierpnia w spotkaniu z Odrą Wodzisław Śl., przyczyniając się do zwycięstwa 3:1. W sezonie 1997/1998 był podstawowym zawodnikiem ostrowieckiego klubu. Rozegrał 28 meczów, strzelił trzy bramki. Jego zespół spadł z I ligi.
Jesienią 2000 roku Krawiec przez krótki okres był piłkarzem Stali Stalowa Wola. Wiosną ponownie reprezentował barwy KSZO. W 2001 wywalczył z nim awans do I ligi. Przez kolejne dwa lata regularnie występował w najwyższej klasie rozgrywkowej. Pod koniec lipca 2003 roku jego kontrakt został rozwiązany z winy ostrowieckiego klubu przez Wydział Gier PZPN. Łącznie w I lidze w KSZO rozegrał 76 meczów, co czyni go zawodnikiem z największą liczbą występów w ostrowieckiej drużynie w najwyższej klasie rozgrywkowej.
Po odejściu z KSZO Krawiec kontynuował karierę w Tłokach Gorzyce i RKS-ie Radomsko, w którym najczęściej występował na pozycji obrońcy. Od rundy wiosennej sezonu 2004/2005 był piłkarzem Stali Stalowa Wola. W 2006 roku wraz z nią awansował do II ligi, a w jej barwach regularnie występował do 2009. Odszedł po rundzie jesiennej sezonu 2009/2010.

## Kariera trenerska
W 2010 roku rozpoczął karierę trenerską. Wiosną sezonu 2009/10 prowadził Wisłę Annopol, z którą awansował do klasy okręgowej. Latem 2010 został grającym trenerem czwartoligowej Wisły Sandomierz, którą prowadził do czerwca 2015 roku. Z Wisłą w sezonie 2011/12 wywalczył mistrzostwo IV-ligi i awansował do III-ligi oraz w sezonie 2014/15 zdobył Puchar Polski na szczeblu okręgu. Od 11 lipca 2015 Krawiec był trenerem III-ligowego KSZO 1929 Ostrowiec Świętokrzyski, z którym w sezonie 2016/17 doszedł do 1/8 finału Pucharu Polski. W dniu 12 maja 2018 przestał być trenerem Stali Rzeszów.